# Jaume Sanjaume i Clarà
Jaume Sanjaume i Clarà (Barcelona, 1898-1985) fou un artista policromista i daurador català, responsable de la reconstrucció i restauració de gran part del patrimoni artístic religiós danyat durant la guerra civil espanyola. Format artísticament a l'escola Massana, va col·laborar estretament amb escultors de la seva època com ara Josep Ricart, Josep Biosca o Arquimbau.

## Feines rellevants
- Decoració del Pas del Davallamenta de la parròquia de Sant Narcís de Girona
- Imatge de Sant Fèlix de Vilafranca del Penedès[1]
- Decoració del Pas d'Emili Soler de la Germandat del Sant Ecce-Homa de Tarragona[2]
- Policromia del retaule del santuari de Nuestra Señora de los Ángeles de Torreciudad[3]